# Insel-Schlösschen

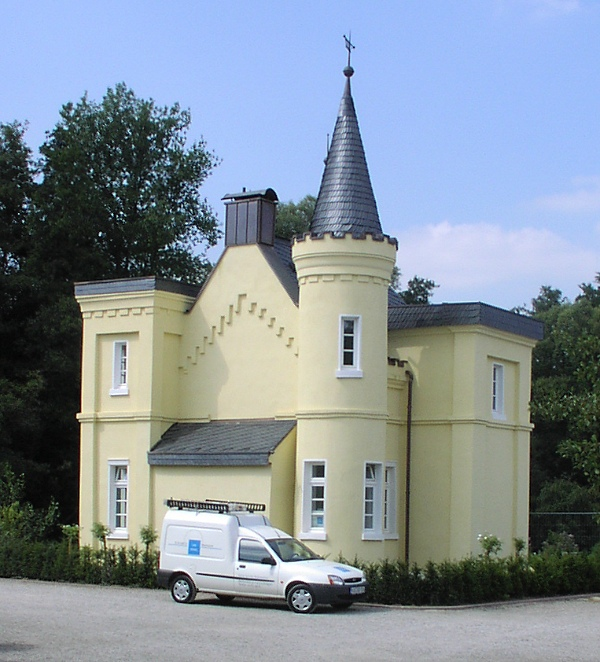
Das Inselschlösschen während des Wiederaufbaus im Jahr 2003

Das Insel-Schlösschen am Hariksee wurde 1891 als kleine Villa für Bartholomäus Rosbach errichtet, den damaligen Besitzer von Haus Clee in Waldniel (Schwalmtal). Sein Vater, Eduard Rosbach, gelangte 1854 in den Besitz des Waldnieler Adelssitzes durch Heirat mit Berta Marianne Roth. Das Inselschlösschen wurde unter anderem für Jagdgesellschaften und Feste genutzt.
Die touristische Erschließung des Hariksees als Ausflugs- und Naherholungsgebiet begann in den frühen 1920er Jahren. Seitdem ist das Inselschlösschen am Hariksee als Ausflugsrestaurant bekannt. Später erhielt es einen großen Anbau. Pioniere des Harikseetourismus waren wohl die Eheleute Annemarie und Paul Kruff. (Er war der erste Kapitän des Fahrgastschiffes „Patschel“, das zwischen den Anlegestellen Inselschlösschen und Mühlrather Mühle verkehrt.)
Im März des Jahres 2002 zerstörte ein Feuer den größten Teil des Schlösschens und der gesamten Anlage. Mittlerweile wurde das Schlösschen wiedererrichtet. Neben dem Schlösschen befindet sich heute ein Restaurant-Pavillon.